# ララ・ダッタ
ララ・ダッタ（Lara Dutta Bhupathi、1978年4月16日 - ）は、インドのモデル、映画女優。20世紀最後のミス・ユニバース優勝者。

## 来歴
ダッタはガージヤーバード出身。父はパンジャブ人で母はアングロ・インド人である。

## 主な出演作品
- Andaaz（2003年）
- Masti（2004年）
- No Entry（2005年）
- Bhagam Bhag（2006年）
- Partner（2007年）
- Housefull（2010年）
- デリーに行こう!（2011年）
- 闇の帝王DON 〜ベルリン強奪作戦〜（2011年）

## 受賞歴
- フィルムフェア賞新人女優賞（2003年）